# 句芒

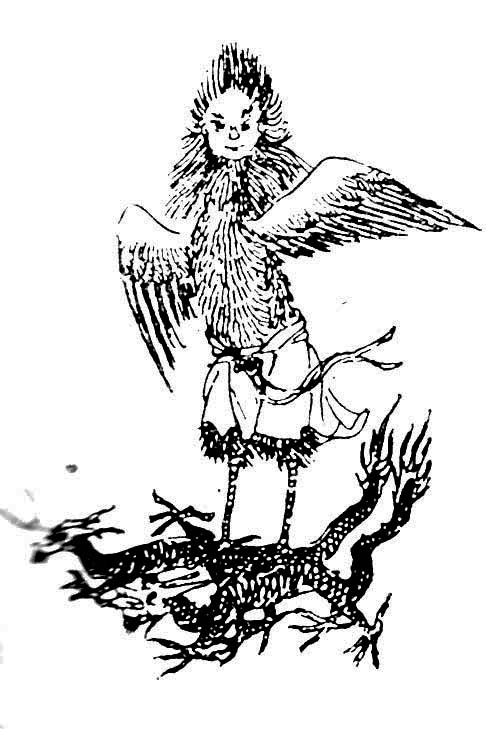
句芒

句芒，也作“勾芒”或“勾萌”，少皞氏之裔子，名重，伏羲氏的辅佐神。鸟身人面，乘两龙。是传说中的春神、木神、東方之神、東海之神、木星之神，掌管草木的生长。
有一個「困民國」，以祭奉勾芒而繁衍生息。

## 记载
- 《吕氏春秋·孟春》：“其帝太皞，其神句芒。”高诱注：“太皞，伏羲氏，以木德王天下之号，死祀于东方，为木德之帝。句芒，少皞氏之裔子曰重，佐木德之帝，死为木官之神。”
- 《山海经·海外东经》：“东方勾芒，鸟身人面，乘两龙。”
- 《淮南子·时则训》：“东方之极，自碣石山过朝鲜，贯大人之国，东至日出之次，木之地，青土树木之野，太皞、句芒之所司者，万二千里。”
- 《墨子·明鬼下》：有神入門而左，鳥身，素服三絕，面狀正方。鄭穆公見之乃恐懼，奔。神曰：「無懼！帝享女明德，使予錫女壽十年有九，使若國家蕃昌，子孫茂，毋失。」鄭穆公再拜稽首，曰：「敢問神名？」曰：「予為句芒。」
- 《白虎通義·五行》：“其神勾芒者，物之始生，其精青龍，芒之為言萌也。”
- 《太平御覽》「南海神曰祝融，東海神曰勾芒，北海曰玄冥，西海曰蓐收。」